# Calle Correos (Murcia)
La conocida popularmente como calle Correos es un eje principal sur-norte del casco histórico de la ciudad de Murcia (Región de Murcia, España). 
Formada realmente por seis calles con nombres distintos (calle y plaza Ceballos, calle Pintor Villacís, calle Isidoro de la Cierva, plaza Cetina y calle Alejandro Séiquer), funcionalmente constituyen una única vía que conecta el frente fluvial de la ciudad (el paseo Teniente Flomesta) con la zona del campus de La Merced de la Universidad de Murcia.
Sirve de límite entre los barrios de la Catedral y San Juan, y atraviesa el barrio de San Lorenzo, del distrito Centro-Este.